# عهدنامه مجمل
پس از اختلاف‌های میان ایران و حکام هرات و کابل انگلستان و عدم نتیجه‌گیری از قراردادهای با فرانسه (عهدنامه فینکنشتاین)، سرانجام مذاکرات نمایندهٔ سیاسی انگلیس و مقامات ایرانی منجر به انعقاد عهدنامهٔ مودّت و اتحاد بین دو کشور در تاریخ ۲۱ اسفند ۱۱۸۷ ه‍.ش برابر ۲۵ محرم ۱۲۲۴ ه‍.ق مطابق ۱۲ مارس ۱۸۰۹ م. گردید که به نام عهدنامهٔ مُجمَل معروف است.
برابر قرارداد یا عهدنامهٔ مجمل، بریتانیا حاکمیت ایران را بر کل خلیج فارس به رسمیت شناخت و متعهد شد کشتی‌های انگلیس فقط از نقاطی که دولت ایران اجازه می‌دهد، حق عبور داشته باشند.
مطابق فصل پنجم- «اگر از سواحل هندوستان قشون و لشکر وارد بحرالعجم (خلیج فارس) (متن انگلیسی پرشن گالف: Persian gulf) شده باشد و قبل از مجوز اولیای دولت علیّه ایران در جزیره خارک یا جای دیگر از سواحل عمّان نزول کرده باشند، به هیچ وجه من الوجوه دخل و تصرفی در آنجا نکرده و از تاریخ عهدنامه میمونه قشون مذکوره در تحت اختیار اولیای دولت ایران باشد.» پس از معاهدهٔ مجمل عهدنامهٔ دیگری به نام عهدنامهٔ مفصل میان نمایندگان دو کشور امضا و به توشیح (مُهر و امضای) پادشاهان دو کشور رسید.